# Ortrud
Ortrud är en kvinnoroll i operan Lohengrin av Wagner.
Ortrud är en brabantsk grevegemål, en högmodig, hämndlysten och demoniskt ränksmidande hednisk furstedotter. Rollen sjungs av en mezzosopran.